# Casa Bell-lloc
La Casa Bell-lloc és una obra de Vic (Osona) protegida com a Bé Cultural d'Interès Local.

## Descripció
La casa Bell-lloc presenta la tipologia típica de les cases senyorials vigatanes amb l'entrada principal molt marcada per una portalada renaixentista i la caixa d'escala solemne amb materials nobles. La casa engloba un cos posterior amb porxades i un jardí penjat. Consta de planta baixa, amb dos pisos superiors i golfes, amb una paret mitgera pel costat de ponent.
La façana és plana tot i que només és interrompuda pels balcons i la cornisa. S' ordena clarament en basament, cos principal d'edificació i coronament.
El basament inclou tres entrades d'arc rebaixat, amb la central renaixentista. Els dos pisos que conformen el cos principal d'edificació s'ordenen en quatre eixos verticals, gradant les proporcions i marcant jerarquia, utilitzant balcons al primer pis i finestres al segon. Els balcons es veuen afegits a posteriori. El coronament és a base de vint-i-una finestres amb un gran ràfec amb cornisa i una motllura a l'ampit.
Les obertures dels dos pisos nobles són de llinda plana amb brancals de carreus de pedra picada. També són de pedra les lloses dels balcons i les mènsules d'aquestes lloses. La façana està arrebossada.

## Història
L'edifici actual és fruit de diverses intervencions al llarg dels segles però la que li dona l'aspecte actual data del segle xviii.
Segons Eduard Junyent, durant el segle xviii la plaça de la Pietat s'acabà d'arrodonir amb les construccions que formen l'únic indret habitat a la banda de migdia, modificant i rectificant l'anterior línia dels edificis (1980, p. 367).
També parla de l'edifici com de la mansió senyorial de cCn Sellera, més tard del marquès de Puertonuevo, noble construcció del segle xviii.
És probable doncs, que aquesta intervenció del segle xviii, englobés diversos edificis i remodelés, fins i tot, l'illa de cases fent desaparèixer el carrer que unia la Baixada de l' Eraime i la plaça de Malla. Els porxos posteriors també indiquen el segle xviii com a data de la seva construcció. La casa presenta diverses reformes interiors que l'han desfigurat en part per encabir-hi habitatges durant els segles XIX i XX, englobant edificis annexos.